# Ткачов Григорій Устимович
Григо́рій Усти́мович Ткачо́в (12 травня 1914 — 3 серпня 1985) — радянський військовик, в роки Другої світової війни — командир гармати 609-го стрілецького полку 139-ї стрілецької дивізії 49-ї армії, старший сержант. Повний кавалер ордена Слави.

## Життєпис
Народився в Одесі, в родині робітника. Закінчив 7 класів школи й у 1933 році — школу ФЗУ у Кузнецьку Пензенської області. Працював токарем на мотороремонтному заводі у Славгороді Алтайського краю, пізніше — на механічному заводі «Жовтень» у Павлодарі (Казахстан).
До лав РСЧА призваний у липні 1941 року Павлодарським МВК. У діючій армії — з 1941 року. Воював на Західному і 2-му Білоруському фронтах. Член ВКП(б) з 1942 року.
Демобілізований у 1945 році. Мешкав у Павлодарі, працював майстром цеху на одному з заводів.

## Нагороди
Нагороджений орденами Вітчизняної війни 1-го ступеня (11.03.1985), Червоної Зірки (08.09.1943), Слави 1-го (29.06.1945), 2-го (26.10.1944) та 3-го (15.08.1944) ступенів і медалями.